# Robert Todd Lincoln
Robert Todd Lincoln, ameriški častnik, odvetnik, politik in veleposlanik, * 1. avgust 1843, Springfield, Illinois, † 26. julij 1926, Manchester, Vermont.
Robert je bil prvi sin Abrahama Lincolna in edini, ki je preživel otroštvo (drugi trije so umrli za posledicami otroških bolezni).
Bil je sekretar ZDA za vojno (1881-1885) in veleposlanik ZDA v Združenem kraljestvu (1889-1893).